# Bartoszkowo
Bartoszkowo – osada krajeńska w Polsce położona w województwie wielkopolskim, w powiecie złotowskim, w gminie Tarnówka.
W latach 1975–1998 miejscowość należała administracyjnie do województwa pilskiego.
Majątek ziemski założony w XIX wieku. W 1962 roku powstał tu PGR. W Bartoszkowie znajduje się park o pow. 6,2 ha, pochodzący z I połowy XIX wieku. Park stanowi geometryczny układ, podkreślany siatką alejek parkowych, równolegle i prostopadle przecinających się. Punktem dominującym kompleksu parkowego jest dwór pochodzący z I połowy XIX wieku, przebudowany w latach 30. minionego stulecia. Park wpisany jest do rejestru zabytków. W dniu 23 czerwca 2003 roku Bartoszkowo uzyskało status sołectwa w którego skład wchodzi również miejscowość Annopole.